# A Light that Never Comes
A Light that Never Comes is een nummer van de Amerikaanse alternatieve-rockgroep Linkin Park met de Amerikaanse electrohouseproducer Steve Aoki. Het werd geschreven door Chester Bennington, Mike Shinoda en Aoki en geproduceerd door de laatste twee voor het tweede remixalbum Recharged, dat op 31 oktober 2013 uitkwam. Het nummer werd op 17 september 2013 als de eerste en enige single van het album uitgebracht. Het was het eerste electrohousenummer van Linkin Park, maar volgens Shinoda een eenmalig experiment.
Vocalisten Shinoda en Bennington verschenen op 10 augustus 2013 op het podium tijdens de set van Aoki op het Japanse Summer Sonic-festival. Bennington zong en Shinoda rapte tijdens het livedebuut van de single. Voorafgaand aan dit optreden hadden zowel Linkin Park als Aoki met geen woord gerept over de samenwerking.
Enkele weken later maakte de band bekend dat het nummer vrijgespeeld kon worden in het toen nog uit te brengen Facebookspel Linkin Park Recharge. Dit avonturenspel werd op 12 september online gezet. Ook werd bekendgemaakt dat het nummer als de eerste single van het remixalbum Recharged werd uitgebracht. Op 17 september plaatste de band de officiële songtekstvideo. 

## Releasedata
| Regio            | Releasedatum      | Format                    | Label        |
| ---------------- | ----------------- | ------------------------- | ------------ |
| Internationaal   | 16 september 2013 | Stream via XBOX           | Warner Bros. |
| Internationaal   | 16 september 2013 | Songtekstvideo op YouTube | Warner Bros. |
| Internationaal   | 17 september 2013 | Muziekdownload            | Warner Bros. |
| Verenigde Staten | 17 september 2013 | Alternative               | Warner Bros. |

Emily Armstrong · Chester Bennington · Rob Bourdon · Colin Brittain · Brad Delson 
Dave Farrell · Joe Hahn · Scott Koziol · Mike Shinoda · Mark Wakefield